# Maxentius
Marcus Aurelius Valerius Maxentius, född cirka 280, död 312 (drunkning), var romersk kejsare 306–312, son till Maximianus. 
Maxentius lät i Rom utropa sig till kejsare år 306, efter att Konstantin, också son till en tetrark, hyllats som augustus. Med hjälp av fadern kämpade han mot de andra kejsarna, men 308 utbröt krig även mellan dessa två. Hans riksdel bestod av Italien och Nordafrika. Han stödde sig på lokalt missnöje med tetrarkin och på Roms traditionella status som huvudstad. Han avstod också från kristendomsförföljelser i sin del av riket. Efter Diocletianus ingripande och Galerius död stod striden mellan honom och Konstantin. Han drunknade i Tibern under reträtten från slaget vid Pons Mulvius mot Konstantins här.